# 科威特国旗
科威特國旗 是一面由黑 （在左，為梯形）、綠、白、紅 （三者在右成橫條）四色組成的旗幟，是泛阿拉伯色彩旗帜。

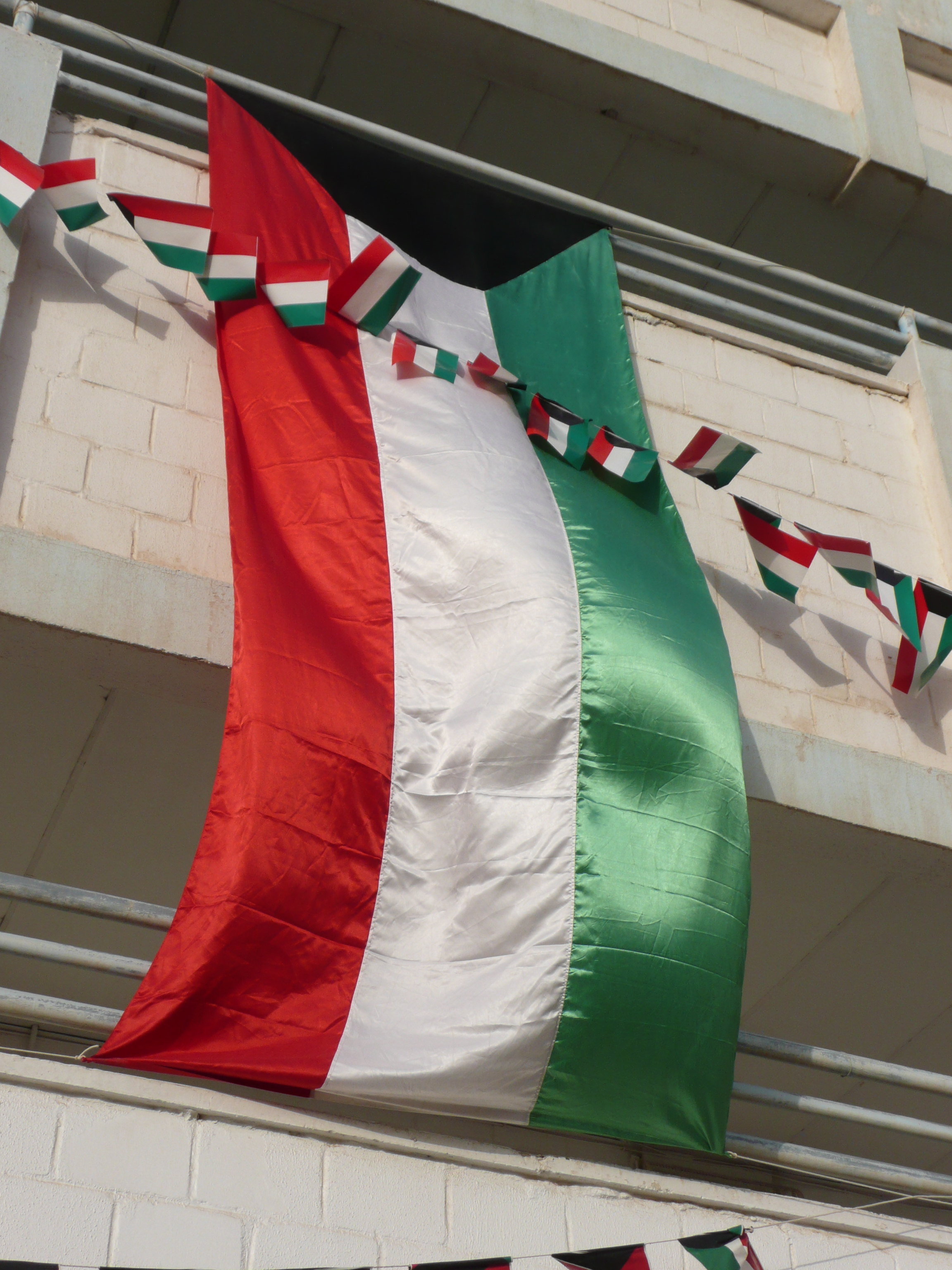
科威特国旗竖式挂法

国旗于1961年9月7日首次啟用。
國旗上四种顏色意為：
- 白色是科威特人民对和平的渴望
- 綠色是养育科威特人民的大地
- 紅色是科威特人民为悍卫国土奉献的鲜血
- 黑色是科威特历史上的无数次戰爭

注意垂直懸掛時紅色在左。

## 历史旗帜列表

1899年以前
1899-1909
1906
1909-1915
1915-1956
1915-1956
1956
1961–至今